# تاكاشي ميازاوا
تاكاشي ميازاوا (باليابانية: 宮澤崇史 ) (و. 1978  م) هو راكب دراجة هوائية ياباني، ولد في ناغانو، ناغانو، شارك في الألعاب الأولمبية الصيفية 2008، ودورة الألعاب الآسيوية 2010.

## روابط خارجية
- تاكاشي ميازاوا على موقع الاتحاد الدولي للدراجات (الإنجليزية)
- تاكاشي ميازاوا على موقع أرشيف الدراجات (الإنجليزية)
- تاكاشي ميازاوا على موقع إحصائيات الدراجات الإحترافية (الإنجليزية)
- تاكاشي ميازاوا على موقع نسبة الدراجات (الإنجليزية)
- تاكاشي ميازاوا على موقع CycleBase (الإنجليزية)
- تاكاشي ميازاوا على موقع أوليمبيديا (الإنجليزية)